# Miriam Makeba
Miriam Makeba, född 4 mars 1932 i Prospect Township nära Johannesburg i Sydafrika, död 9 november 2008 i Castel Volturno i Italien, var en sydafrikansk sångerska. Hon kallades ofta Mama Africa.

## Biografi
Makebas långa födelsenamn Zensile Makeba Qgwashu Nguvama Yiketheli Nxgowa Bantana Balomzi Xa Ufnu Ubajabulisa Ubaphekeli Mbiza Yotshwala Sithi Xa Saku Qgiba Ukutja Sithathe Izitsha Sizi Khabe Singama Lawu Singama Qgwashu Singama Nqamla Nqgithi är ett resultat av sedvänjan att barn får namn efter alla sina manliga förfäder, ofta tillsammans med ett eller två beskrivande ord. Hon har beskrivit det som att denna sorts namn blir att betrakta som en berättelse.
År 1959 var Makeba tvungen att lämna Sydafrika efter att ha medverkat i antiapartheid-filmen Come Back Africa. Makeba hade stora framgångar i västvärlden under 1960- och 1970-talet. 1966 fick hon en Grammy för bästa skiva inom folkmusik tillsammans med Harry Belafonte, och Pata Pata från 1967 blev en hit i många länder. Förutom den Grammy hon vann var hon nominerad ytterligare sammanlagt åtta gånger under främst 1960-talet.
Förutom Pata Pata är två av de mest kända sångerna med Miriam Makeba Westwinds och Qongqongthwane, också känd som Klick-sången (The Click Song), där klickljuden från xhosaspråket spelar en stor roll.
I sitt första gifte hade hon dottern Bongi Makeba. Mellan 1968 och 1979 var hon gift med Stokely Carmichael som var engagerad i Svarta Pantrarna, vilket gjorde Makeba kontroversiell i USA. 1987 återkom Makeba till de större scenerna då hon medverkade i Paul Simons Graceland-turné. Kort därefter utkom hennes självbiografi My Story. 1990 förmådde Nelson Mandela henne att återvända till Sydafrika.
Det brasilianska fotbollslaget använder sedan 1966 hennes inspelning av den brasilianska klassikern "Mas que nada" som sin signaturmelodi. Makeba fick Polarpriset 2002. I en omröstning 2004 om de största sydafrikanerna röstades Makeba fram till 38:e plats.
Hon fick priset Sydafrikas bästa DVD 2004 för Live at Berns Salonger 1966 som gavs ut på hösten 2003.
Miriam Makeba avled efter en konsert i Italien i sviterna av en hjärtinfarkt.

## Eftermäle
Nedslagskratern Makeba på planeten Merkurius är uppkallad efter henne.

## Diskografi

### Originalinspelningar
- Miriam Makeba: 1960 - RCA LSP2267
- The Many Voices Of Miriam Makeba: 1960 - Kapp KL1274
- The World Of Miriam Makeba: 1963 - RCA LSP2750
- Makeba: 1964 - RCA LSP2845
- Makeba Sings: 1965 - RCA LSP3321
- An Evening With Belafonte/Makeba (med Harry Belafonte): 1965 - RCA LSP3420
- The Magic of Makeba: 1965 - RCA LSP3512
- The Magnificient Miriam Makeba: 1966 - Mercury 134016
- All About Miriam: 1966 - Mercury 134029
- Miriam Makeba In Concert!: 1967 - Reprise RS6253
- Pata Pata: 1967 - Reprise RS6274
- Makeba!: 1968 - Reprise RS6310
- Live in Tokyo: 1968 - Reprise SJET8082
- Keep Me In Mind: 1970 - Reprise RS6381
- A Promise: 1974 - RCA YSPL1-544
- Live In Conakry - Appel A L'Afriqu: 1974 - Sonodisc SLP22
- Miriam Makeba & Bongi: 1975 - Sonodisc SLP48
- Live in Paris: 1977 - CD6508
- Country Girl: 1978 - Sonodisc ESP165518
- Comme Une Symphonie d'Amour: 1979
- Sangoma: 1988 - WB 925673-1
- Welela: 1989 - Gallo CDGSP3084
- Eyes On Tomorrow: 1991 - Gallo CDGSP3086
- Sing Me A Song: 1993 - CDS12702
- The Best Of Miriam Makeba & The Skylarks: 1956 - 1959 recordings, 1998
- Homeland, 2000 - Putumayo PUTU1642
- Live at Berns Salonger, Stockholm, Sweden, 1966: 2003 - Gallo Music GWVCD-49
- Reflecting, 2004 - Gallo Music GWVCD-51
- Makeba Forever, 2006, Gallo Music CDGURB-082

### Samlingsalbum
- The Queen Of African Music - 17 Great Songs, 1991 - 88720
- Africa 1960-65 recordings, 1991 - 3155-2
- Mama Africa: The Very Best Of Miriam Makeba, 2001 - MANTCD014
- The Guinea Years, 2001 - STCD3017
- The Definitive Collection, Wrasse Records WRASS062 - 2002
- Best of The Early Years, Wrasse Records WRASS088 - 2002